# Болотные кассики
Болотные кассики (лат. Pseudoleistes) — род птиц семейства трупиаловых. Включает в себя два вида. Ни у одного из видов подвидов не выделяют.

## Описание
Длина тела представителей рода болотные кассики — 24—25,5 см, масса тела самцов — 79,6 г, самок — 72.9—81,9 г. У обоих видов рода жёлтый живот. У желтопоясничного болотного кассика черноватая голова и черновато-коричневые грудь, спина и крылья. У коричнево-жёлтого болотного кассика же голова, грудь, спина и крылья тёмно-оливково-коричневые или почти чёрные.

## Распространение
Жёлтопоясничный болотный кассик встречается в Уругвае, Аргентине, а также в Бразилии. Второй вид, коричнево-жёлтый болотный кассик, обитает в Уругвае, Бразилии, а также в Аргентине и в Парагвае. Оба вида часто встречаются на болотах и пастбищах.

## Виды
Выделяют два вида:
- Pseudoleistes guirahuro (Vieillot, 1819) — Желтопоясничный болотный кассик
- Pseudoleistes virescens (Vieillot, 1819) — Коричнево-жёлтый болотный кассик